# Castuera
Castuera je španělské město situované v provincii Badajoz (autonomní společenství Extremadura).

## Poloha
Obec je vzdálena 101 km od Méridy a 157 km od města Badajoz. Patří do okresu La Serena a soudního okresu Castuera. Obcí prochází silnice EX-103, EX-104 a BA-112.

## Historie
V roce 1842 čítala obec 1340 usedlostí a 5578 obyvatel.

## Odkazy

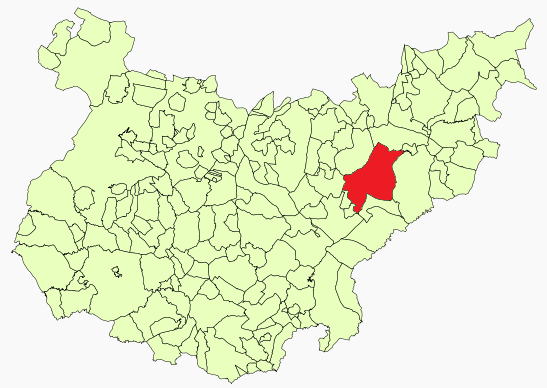
Poloha obce v provincii Badajoz

## Demografie
| Populace obce Castuera z let (1842–2010) | Populace obce Castuera z let (1842–2010) | Populace obce Castuera z let (1842–2010) | Populace obce Castuera z let (1842–2010) | Populace obce Castuera z let (1842–2010) | Populace obce Castuera z let (1842–2010) | Populace obce Castuera z let (1842–2010) | Populace obce Castuera z let (1842–2010) | Populace obce Castuera z let (1842–2010) | Populace obce Castuera z let (1842–2010) | Populace obce Castuera z let (1842–2010) | Populace obce Castuera z let (1842–2010) | Populace obce Castuera z let (1842–2010) | Populace obce Castuera z let (1842–2010) | Populace obce Castuera z let (1842–2010) | Populace obce Castuera z let (1842–2010) | Populace obce Castuera z let (1842–2010) | Populace obce Castuera z let (1842–2010) |
| ---------------------------------------- | ---------------------------------------- | ---------------------------------------- | ---------------------------------------- | ---------------------------------------- | ---------------------------------------- | ---------------------------------------- | ---------------------------------------- | ---------------------------------------- | ---------------------------------------- | ---------------------------------------- | ---------------------------------------- | ---------------------------------------- | ---------------------------------------- | ---------------------------------------- | ---------------------------------------- | ---------------------------------------- | ---------------------------------------- |
| 1842                                     | 1857                                     | 1860                                     | 1877                                     | 1887                                     | 1897                                     | 1900                                     | 1910                                     | 1920                                     | 1930                                     | 1940                                     | 1950                                     | 1960                                     | 1970                                     | 1981                                     | 1991                                     | 2001                                     | 2010                                     |
| 5 578                                    | 6 221                                    | 7 216                                    | 6 869                                    | 7 133                                    | 5 924                                    | 6 322                                    | 6 587                                    | 7 392                                    | 9 219                                    | 9 289                                    | 10 057                                   | 10 166                                   | 8 134                                    | 8 849                                    | 6 933                                    | 6 632                                    | 6 521                                    |